# Dimitrios Miteloudis
Dimitrios Miteloudis (in greco Δημήτρης Μιτελούδης?; Salonicco, 11 febbraio 1982) è un pallanuotista greco.